# Al Qadisiyah
Al Qadisiyah (arabisk: محافظة القادسية) er en irakisk provins, beliggende i det centrale Irak med 1.077.614(2009) indbyggere.  Det administrative hovedsæde i provinsen er byen Al Diwaniyah med 391.600(2015) indbyggere. 
Før 1976 var provinsen en del af Provinsen Diwaniya, der omfattede provinserne Al Muthanna, Najaf og Al Qadisiyah.